# San Salvatore (Gonnosnò)
Das Brunnenheiligtum von San Salvatore liegt auf dem Hügel Mitza Santu Srabadori südlich des Weilers Figu, eines Ortsteils von Gonnosnò im Süden der Provinz Oristano auf Sardinien.
Das Brunnenheiligtum ist seit 1918 bekannt, als Antonio Taramelli (1886–1939) eine Nachricht darüber im Artikel über das Brunnenheiligtum  von Santa Anastasìa in Sardara veröffentlichte. Das archäologische Gebiet wurde in den Jahren 2001–2002 von Emerenziana Usai und Maria Cristina Ciccone wissenschaftlich untersucht.
Das Brunnenheiligtum präsentiert die kanonischen Elemente seiner Monumentart, das Atrium, das Treppenhaus und die unterirdische Tholos. Durch eine Passage mit sich stark verjüngender Trapezform, hervorgehoben durch einen unregelmäßigen, quaderförmigen Architrav, gelangt man zum Treppenhaus. Es besteht aus einem etwa 6 m langen Abstieg zur unterirdischen Kammer. Zur Abdeckung wurden flache, große Blöcke verwendet, die sich meist teilweise überlappen und vorstehen und nur eine kurze Strecke perfekt nebeneinander liegen. Die kreisrunde Kammer (Durchmesser etwa 2,2 m) ist teilweise in den natürlichen Fels gehauen und trägt die gemauerte Tholos aus regelmäßigen, quadratischen Blöcken aus örtlichem Mergel, die grob zugearbeitet sind, wobei Erde zwischen die Verlegeflächen eingefügt ist.
Das Brunnenheiligtum zeigt Elemente einer Wiederverwendung nach der Nuraghenzeit (1600 v. Chr. bis etwa 500 v. Chr.)
Die Mündung des Brunnens wurde seitlich von zwei in späteren Zeiten errichteten Mauern begrenzt. Unterhalb der ins Spätmittelalter datierbaren Schichten vor dem Brunnen wurden Wände identifiziert, die bezüglich ihrer Bauart vermutlich die älteste Eingangshalle zum Brunnen darstellen. Rituelle Zeugnisse am Atrium stammen aus punischer Zeit, wobei ein betylisches Element wiederverwendet wurde. In der Nähe des Brunnens befand sich wahrscheinlich eine kleine Kirche aus byzantinischer Zeit.
San Salvatore liegt nicht isoliert, da 300 m östlich vom Brunnenheiligtum die vier Gigantengräber von Is Lapideddas liegen, die in den letzten Jahren Gegenstand archäologischer Untersuchungen waren. In der Gegend von Figu und Gonnosnò gibt es zahlreiche Nuraghen mit nur einem Turm (Monotorre): Emmauru, Marafiu, Montimaiori, Nieddiu, Nurafà, Sirus, Su Nuraxi, Su Sensu, Terr'e Monti und Tramatza.